# Penicillium cyaneum
Penicillium cyaneum (Bainier & Sartory) Biourge ex Thom – gatunek grzybów z klasy Eurotiomycetes. Mikroskopijne grzyby strzępkowe.

## Systematyka i nazewnictwo
Pozycja w klasyfikacji według Index Fungorum: Penicillium, Aspergillaceae, Eurotiales, Eurotiomycetidae, Eurotiomycetes, Pezizomycotina, Ascomycota, Fungi.
Po raz pierwszy opisali go w 1913 roku Georges Bainier i Auguste Sartory, nadając mu nazwę Citromyces cyaneus. W 1930 r. Philibert Melchior Joseph Ehi Biourge i Charles Thom przenieśli go do rodzaju Penicillium.

## Morfologia i rozwój
Kolonia na podłożu PDA ograniczona, składająca się z gęsto teksturowanego filcu bazowego, silnie bruzdowana, z centralnymi obszarami podniesionymi. Powierzchnia aksamitna, szarozielona, rewers bezbarwny. Konidiofory wyrastają z gałęzi wznoszących się, gładkościennych i nieregularnie rozgałęzionych strzępek powietrznych. Penicillusy monowertycjoidalne, małe, zwykle składające się z gęsto ułożonych wertykułów składających się z 5 do 8 równoległych ramion. Konidia eliptyczne, gładkościenne, z końcami często mniej lub bardziej zaostrzonymi.

## Znaczenie
Grzyb glebowy. W Polsce wyizolowano go z gleby i korzeni żyta.
Z Penicillium cyaneum wyizolowano nowy antybiotyk cyjaninę. Jest skuteczny przeciwko Candida albicans i innym grzybom, nieaktywny przeciwko testowanym bakteriom i pierwotniakom. Ekstrakt octanu etylu P. cyaneum wykazał
silne działanie przeciwnowotworowe.